# Théodore Négris
Théodore Négris (en grec moderne : Θεόδωρος Νέγρης ; 1790-1824) est un homme politique grec qui joua un rôle au cours de la guerre d'indépendance grecque.

## Origines familiales et formation
Il appartenait à une famille phanariote et naquit à Constantinople. 

## Guerre d'indépendance
Il adhéra à la Filikí Etería en 1818. Alors qu'il était secrétaire de l'hospodar Scarlat Kallimachis, il fut envoyé à Paris comme membre d'une délégation diplomatique ottomane en 1821, peu avant le début de l'insurrection des provinces danubiennes. Apprenant le déclenchement de l'insurrection en Grèce, il rejoint le Péloponnèse et débarqua à Spetses, où il faillit être lynché à cause de son costume ottoman.
Il rencontra ensuite d'autres fanariotes, dont Constantin Caradja à Kalamata puis Aléxandros Mavrokordátos près de Tripolizza. Il s'associa avec eux, notamment dans le but de s'opposer à l'influence de Dimitrios Ypsilantis. Ils gagnèrent en septembre la Grèce centrale, et se répartirent des zones d'influence respectives, Mavrocordatos créant un gouvernement provisoire à Missolonghi tandis que Négris prenait la tête du gouvernement local de Roumélie orientale, l'Aréopage de Grèce orientale.
Il participa à l'assemblée d'Épidaure en 1822, et fut nommé secrétaire du gouvernement, et chargé des affaires étrangères.
Il fut l'un des grands perdants de l'assemblée suivante à Astros, en 1823 ; il se réconcilia alors avec son ancien ennemi Odysséas Androutsos qu'il rejoint en Roumélie orientale. Il ne réussit cependant pas à regagner son influence.
Il mourut du typhus le 22 novembre 1824 à Nauplie.

## Sources
- (el) Agapitos S. Agapitos, Les Grecs glorieux de 1821 : Les premiers combattants de la Grèce [« Οι Ένδοξοι Έλληνες του 1821, ή Οι Πρωταγωνισταί της Ελλάδος »], Patras, A. S. Agapitos,‎ 1877 (lire en ligne), p. 246-251, 394-398
- (el) Parlement grec, Μητρώο Πληρεξουσίων, Γερουσαστών και Βουλευτών. 1822-1935, Athènes, Parlement grec,‎ 1986, 159 p. (lire en ligne) [PDF]